# Casa vella de Cal Mata
La Casa vella de Cal Mata és una obra de Banyeres del Penedès (Baix Penedès) inclosa a l'Inventari del Patrimoni Arquitectònic de Catalunya.

## Descripció
La façana és arrebossada i emblanquinada. Està formada per dues plantes. Els baixos presenten una porta d'arc de mig punt amb dovelles de pedra. Al costat dret hi ha una finestra rectangular amb llinda. El pis noble presenta dues finestres amb llinda i marc de pedra de diferent mida i forma. L'interior dels baixos estatja la biblioteca, on destaca un antic i groller arc de mig punt.

## Història
La Casa Vella de Cal Mata té els documents més antics, que daten del 1351. Les seves arrels són les d'una masia catalana, però al 1970 fou transformada i dedicada a ser un centre cultural, un lloc de formació de mestres, on es porta a terme l'Escola d'Estiu del Penedès, cursets de cap de setmana, etc. A causa d'això els baixos es convertiren en biblioteca, i el pis principal en habitatge pels nombroses membres que desitgen aprendre al costat de la coneguda pedagoga Marta Mata.